# TV 2 (Noruega)
TV 2 é uma rede de televisão comercial norueguesa, sediada em Bergen. Inaugurada em 5 de setembro de 1992, foi a primeira emissora de televisão privada a transmitir na Noruega. Em 2011, esteve na vice-liderança em audiência no país nórdico, perdendo apenas para o canal de televisão público NRK1. É um membro ativo da União Europeia de Radiodifusão.
Como é comum na televisão (e no cinema) na Noruega, a maioria dos programas em língua estrangeira e partes de programas locais com diálogos em idiomas estrangeiros (por exemplo, entrevistas com estrangeiros) exibidos pela TV 2 são legendados em norueguês, e não dublados (com uma exceção notável apenas em programas infantis).
A TV 2 pertence a um de seus co-fundadores, o conglomerado de mídia escandinavo Egmont Group, com sede em Copenhague, Dinamarca.

## História
Em novembro de 1991, o parlamento norueguês (Storting) autorizou a empresa TV 2 A/S a operar a primeira rede de televisão nacional privada no país. O empresário Bjørn Atle Holter-Hovind assumiu a administração do novo canal, que começou suas transmissões em 5 de setembro de 1992.
Após um começo difícil, principalmente devido às baixas receitas em publicidade, a TV 2 finalmente se estabeleceu no cenário audiovisual norueguês. Em 1993, a TV 2 transmitiu uma sitcom norueguesa, Mot i Brøstet, que obteve grande sucesso no país. No ano seguinte, o lucro operacional da empresa se tornou positivo.
Ao longo dos anos, a TV 2 adquiriu a reputação de uma emissora de grandes eventos esportivos, obtendo, em particular, os direitos de transmissão para o Campeonato Europeu de Futebol desde 2000 (de forma exclusiva ou compartilhada com a NRK), bem como os direitos de transmissão exclusivos para Jogos Olímpicos de Inverno de 2014.
Em 25 de junho de 2009, o canal começou a transmitir em alta definição. Com o desligamento do sinal analógico em 2010, a TV 2 deixou de ser um canal aberto. Desde a chegada da televisão digital, todos os canais privados noruegueses passaram a ser pagos e por assinatura em um pacote básico. Os únicos canais gratuitos disponíveis são os da NRK, a emissora pública norueguesa. Em troca, os usuários que pagam para assistir a TV 2 também podem desfrutar de canais temáticos pelo mesmo custo.

## Canais
Desde a década de 2000, a TV 2 mantém uma ampla gama de canais temáticos disponíveis por satélite, cabo e televisão digital por assinatura.
- TV2 Zebra: Iniciou suas transmissões em 24 de janeiro de 2004. Sua programação é direcionada ao público masculino e é voltada ao entretenimento.
- TV2 Livstill: Canal voltado para o público feminino, disponível desde 2015.
- TV2 Humor: Canal temático dedicada a shows de comédia. Em 2 de março de 2015, substituiu o extinto TV 2 Filmkanalen.
- TV2 Nyhetskanalen: Canal de jornalismo, disponível desde 2007.
- TV2 Sportkanalen: Canal de transmissões esportivas lançado em 2007. Possui 5 canais extras sob a marca TV 2 Sport Premium

O serviço de televisão pela Internet e vídeo sob demanda é chamado TV 2 Sumo e é sob assinatura.